# Heinz-Peter Behr
Heinz-Peter Behr (* 19. September 1955 in Troisdorf) ist ein deutscher Diplomat. Er war zuletzt Programmdirektor in der Internationalen Diplomatenausbildung des Auswärtigen Amts. Vorher war er von 2015 bis 2017 Botschafter der Bundesrepublik Deutschland in der Republik Ungarn.

## Leben
Nach dem Abitur leistete Behr zwischen 1974 und 1976 seinen Wehrdienst bei der Luftwaffe in Köln-Wahn und begann danach ein Studium der französischen und spanischen Sprache sowie Geschichte an der Rheinischen Friedrich-Wilhelms-Universität Bonn, einer Universität von Paris sowie der Universität Oviedo, das er 1982 abschloss.
Anschließend trat er 1983 in den Auswärtigen Dienst ein und war nach Abschluss der Attachéausbildung von 1985 bis 1986 Referent im Büro von Staatsminister Jürgen Möllemann. Nachdem er 1986 seine Promotion zum Dr. phil. mit einer Dissertation zum Thema Die spanische Satire im 18. Jahrhundert an der Friedrich-Wilhelms-Universität Bonn ablegte, wurde er Ständiger Vertreter des Botschafters in Malawi und war danach von 1989 bis 1990 Mitarbeiter im Referat Wirtschaft an der Botschaft in Ungarn und dort für die Betreuung der Flüchtlinge aus der Deutschen Demokratischen Republik zuständig.
Nach seiner Rückkehr war er zunächst Mitarbeiter im Referat 101 (Personal) im Auswärtigen Amt und anschließend von 1993 bis 1995 Ständiger Vertreter des Leiters des Informationsbüros in New York City. Anschließend folgte eine Verwendung als Leiter einer Projektgruppe im Referat 110 (Organisation) im Auswärtigen Amt sowie im Anschluss von August bis September 2000 als Leiter der Außenstelle Prizren der Botschaft im Kosovo.
Danach war er zwischen 2000 und 2003 Botschafter in Madagaskar, ehe er nach Deutschland zurückkehrte und von 2003 bis 2007 Leiter des Krisenzentrums im Auswärtigen Amt in Berlin war. Danach folgte eine Verwendung als Generalkonsul in São Paulo. Vom 8. September 2010 bis Oktober 2012 war Heinz-Peter Behr Botschafter in den Niederlanden. Es folgte von 2012 bis 2015 eine Tätigkeit als Leiter der Abteilung Ausland im Bundespräsidialamt. 2015 ging er als Botschafter nach Ungarn, musste das Amt allerdings 2017 gesundheitsbedingt aufgeben. Nach seiner Rückkehr aus Ungarn war er in der Internationalen Diplomatenausbildung des Auswärtigen Amts als Programmdirektor tätig.